# Volkspark Malchin

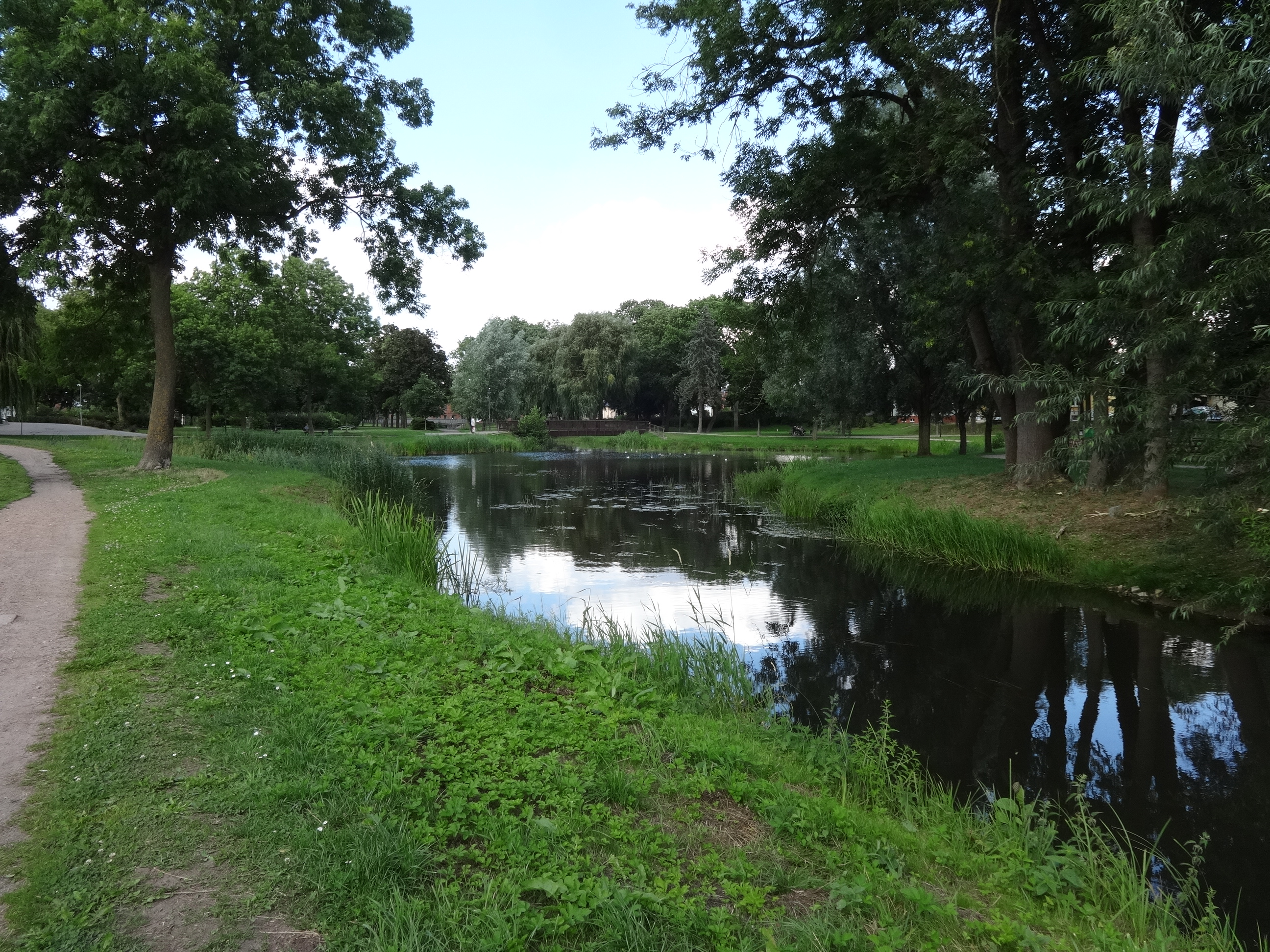
Volkspark in Malchin

Der Volkspark Malchin ist eine Grünanlage in Malchin, einer Kleinstadt in Mecklenburg-Vorpommern im Nordwesten des Landkreises Mecklenburgische Seenplatte.

## Lage
Der Park liegt im Südwesten der Stadt und wird im Norden von der Bundesstraße 104 begrenzt, die an dieser Stelle als Goethestraße vorbeiläuft. Im Osten bildet die Parkstraße, im Westen eine Wohnbebauung entlang der Langen Straße sowie der Petersilienstraße die Begrenzung. Im Süden schließen sich Kleingärtenanlagen an der Peenestraße an.

## Gestaltung

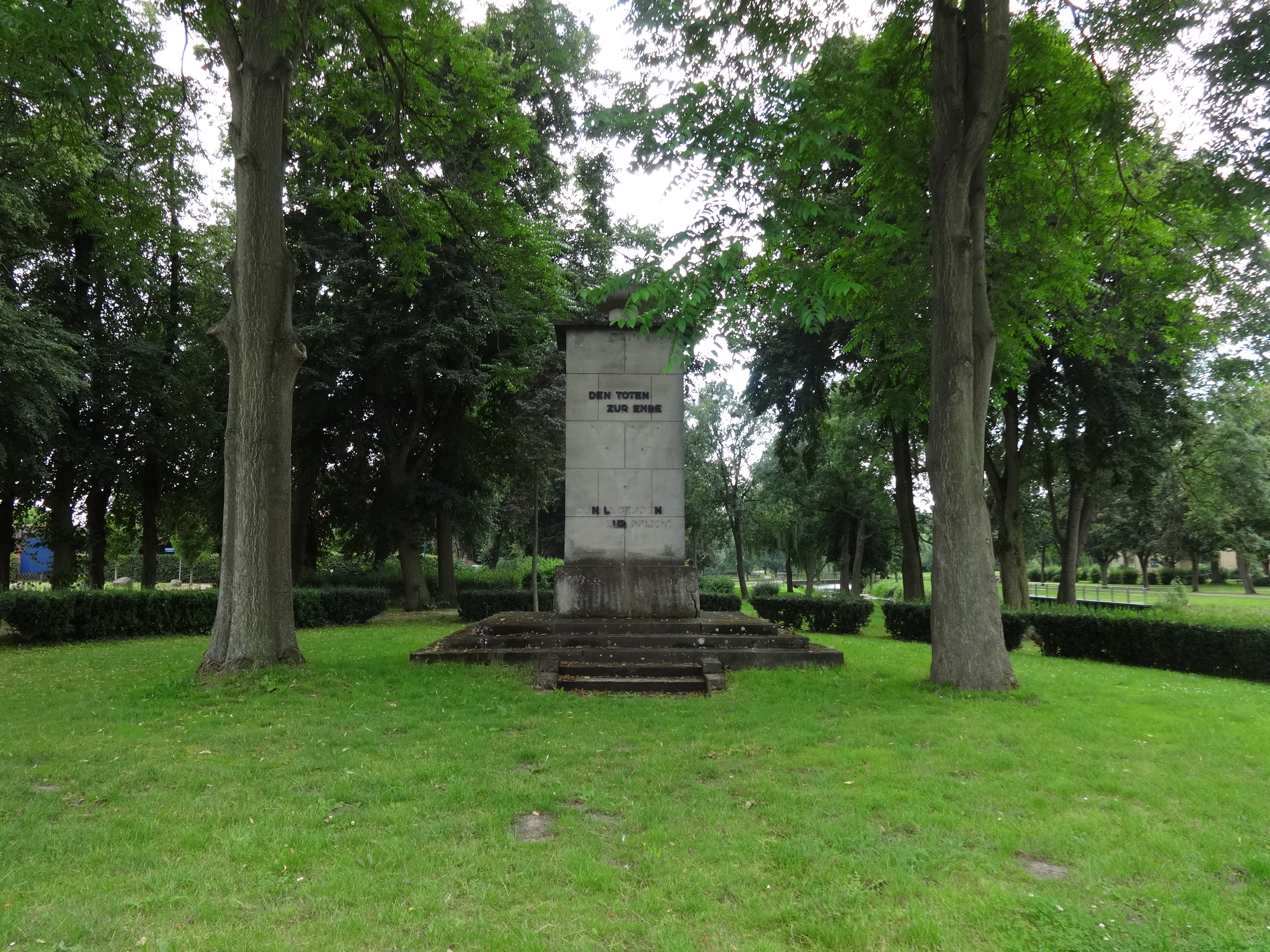
VVN-Denkmal

Der Park wurde entlang der Ostpeene angelegt, die ihn durchquert. Im nordöstlichen Teil des Parks befindet sich ein VVN-Denkmal, das ursprünglich als Heldendenkmal errichtet wurde und an die Gefallenen aus dem Ersten Weltkrieg erinnern sollte. Es wurde vom Stadtrat und Architekten Erich Tietböhl geplant und am 25. August 1929 eingeweiht. In den Jahren 1947 und 1948 gestaltete die Stadt es zu einem Denkmal für die Verfolgten des Naziregimes um. Sie ließ zwei Quader, eine Zinnreihe sowie die Schriften und Symbole entfernen und brachte die Inschrift „Den Toten zur Ehre – den Lebenden zur Pflicht“ an. Der Heimatverein Malchin bemüht sich im 21. Jahrhundert darum, den ursprünglichen Zustand wiederherzustellen, da auf dem Friedhof ein weiteres VVN-Denkmal existiert.
Südlich des Denkmals befindet sich ein Tiergehege.